# Jebelle FC
El Jebelle Football Club es un equipo de fútbol de San Vicente y las Granadinas que juega en la SVGFF Premier League.

## Historia
El club fue fundado en 2001 y es originario de la capital, Kingstown. Su primer aparición en el fútbol del país aparentemente fue en la temporada 2004-05 donde participaron como Jebelle Strikers y fueron subcampeones  del JU-C Arnos Vale FL Knock-Out Tournament. Al año siguiente, en la temporada 2005-06 jugó en la SVGFF First Division donde no logró el ascenso. Su primer torneo en la máxima categoría fue en la temporada 2009-10.
En la temporada 2022-23 logró su primer título de liga tras quedar primero en la tabla, sin embargo no hubo un cupo para la SVGFF Premier League en competiciones internacionales de Concacaf.
Actualmente juega sus partidos en el Victoria Park en Kingstown y algunos partidos de liga recientes los ha jugado en el Brighton Playing Field en Brighton, San Vicente y las Granadinas.

## Palmarés
- SVGFF Premier League: 1

2022-23